# Кирхзар
Кирхзар (нем. Kirchsahr) — община в Германии, в земле Рейнланд-Пфальц.
Входит в состав района Арвайлер. Подчиняется управлению Альтенар. Население составляет 385 человек (на 31 декабря 2010 года). Занимает площадь 6,11 км².
Коммуна подразделяется на 5 сельских округов.